# Trictena atripalpis

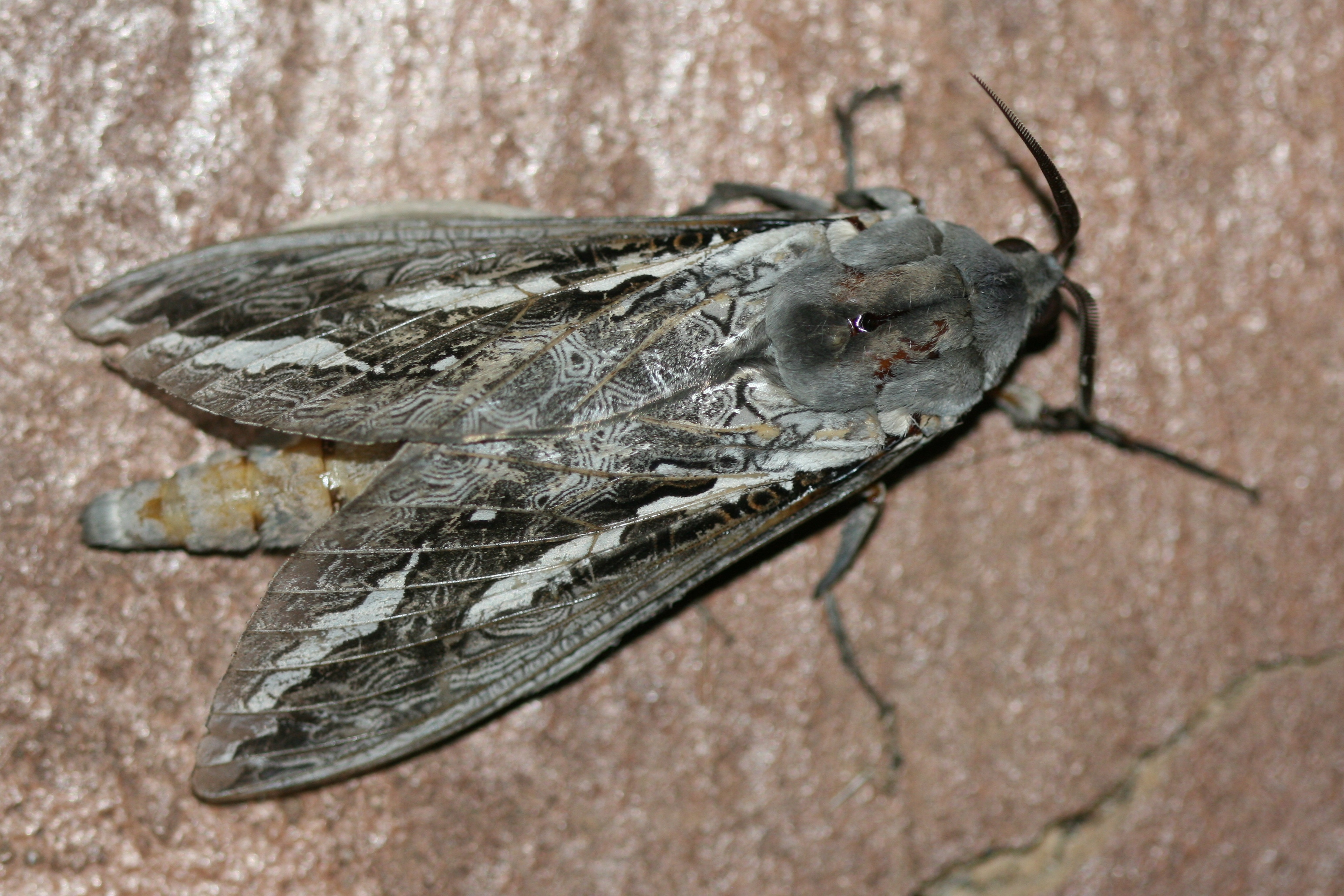
Weibchen

Trictena atripalpis (Syn.: Trictena argentata) ist ein endemisch in Australien vorkommender Schmetterling aus der Familie der Wurzelbohrer (Hepialidae). Im englischen Sprachgebrauch wird er wegen seines plötzlichen zahlreichen Auftretens in der Nacht als Australian Ghost Moth („Australischer Geister-Nachtfalter“) oder als Rain Moth („Regen-Nachtfalter“) bezeichnet, da er unmittelbar vor oder direkt nach heftigen Regenschauern zuweilen massenhaft erscheint. Die Aborigines nennen die Falter Waikerie mit der Bedeutung many wings („viele Flügel“), was sich ebenfalls auf das vermehrte Auftreten der Falter zu Regenzeiten bezieht. Angler verwenden die fleischigen Raupen gerne als Angelköder und nennen sie Bardee Grub („Bardee-Made“), ähnlich der Witchetty-Made (englisch: witchetty grub).

## Merkmale

### Falter
Die Geschlechter von Trictena atripalpis haben unterschiedliche Größen. So erreichen die weiblichen Falter Flügelspannweiten von bis zu 16 Zentimetern, die Männchen von bis zu 12 Zentimetern. Ihre Vorderflügeloberseite hat eine dunkelbraune bis braungraue Grundfarbe. Davon hebt sich je ein unregelmäßig geformter silberweißer Längs- sowie Querstreifen deutlich ab. Im Saumfeld sowie am Vorderrand befinden sich mehrere undeutliche dünne dunkle Linien und Kreise. Die Hinterflügel sind zeichnungslos graubraun gefärbt. Zwischen den Geschlechtern besteht ein leichter Sexualdimorphismus. Die größeren Weibchen zeigen zwar eine ähnliche Zeichnung wie die Männchen, die jedoch blasser ausgeprägt ist und sie besitzen außerdem einen längeren Hinterleib.

### Raupe
Ausgewachsene Raupen sind glasig, schlank und gelblichweiß bis schmutzig gelb gefärbt. Die braunen Punktwarzen sind mit sehr kurzen, dunklen Borsten versehen. Die Kopfkapsel ist glänzend rötlich braun.

## Verbreitung und Vorkommen
Trictena atripalpis kommt in einigen Regionen im Osten und Südosten sowie im äußersten Südwesten Australiens vor. Die Art ist auch in Tasmanien zu finden. Sie lebt bevorzugt in feuchten Eukalyptus- (Eucalyptus) und Kasuarinenwäldern (Casuarina).

## Lebensweise
Die nachtaktiven Falter erscheinen im Herbst an regenreichen Tagen. Sie besuchen gerne künstliche Lichtquellen. Ihre Lebensdauer ist kurz. Nach der Begattung verstreuen die Weibchen die Eier im Fluge über mit Eukalyptus- und Kasuarinenbäumen bestandenen Gebieten, von deren Wurzeln sich die Raupen ernähren. Bei einem Weibchen wurden im Rahmen einer Autopsie 44.100 Eier gezählt. Die Raupen leben in Tunneln unter der Erdoberfläche, wo sie sich auch verpuppen. Nachdem die Falter geschlüpft sind, ragen die leeren Puppenhüllen noch zum Teil aus dem Boden. 

## Nahrungsmittel
Da die Raupen groß und sehr proteinhaltig sind, werden sie seit Jahrhunderten von den Aborigines als Nahrungsquelle genutzt und bis heute in verschiedenen, meist gegrillten Speisen zubereitet und verzehrt.

## Gefährdung
Die Raupen und Falter von Trictena atripalpis sind eine willkommene Nahrungsergänzung von Vögeln sowie von nach Australien eingeschleppten Säugetierarten (u. a. Ratten und Mäusen). Der Mensch verwendet die Raupen als Nahrung sowie als Angelköder. Aufgrund der enormen Produktion von Eiern, die die Weibchen auch in schwer zugängliche Gebiete verstreuen, ist die Art jedoch nicht gefährdet.